# Festival d'Aix-les-Bains de Scrabble 2022
Navigation
Festival d'Aix-les-Bains 2021 Festival d'Aix-les-Bains 2023
Le  Festival d'Aix-les-Bains de scrabble 2022 est la 38e édition du festival de scrabble organisé chaque année à Aix-les-Bains. Le festival débute le samedi 22 octobre pour se terminer le dimanche 30 octobre 2022. Les salles de jeu se trouvent toujours au casino Grand-Cercle et au centre des congrès.

## Programme
Pendant 9 jours, les tournois de scrabble classique et duplicate se sont succédé. Les tournois de scrabble classique sont disputés par en moyenne 10 à 30 joueurs. Les tournois de scrabble duplicate ont une affluence moyenne de 700 joueurs (sauf pour les paires). Cette année 2022 marque le retour du festival sous sa forme habituelle, après que l’édition 2021 ait accueilli les championnats du monde de Scrabble francophone,.
| ► Tournoi ▼Date          | Tournois en duplicate  | Tournois en duplicate | Tournois en duplicate | Tournois en duplicate | Tournois en duplicate     | Tournois en duplicate | Tournois en classique | Tournois en classique  | Tournois en classique | Tournois en classique   |
| ► Tournoi ▼Date          | Coupe de la fédération | Coupe Paul Vieilly    | Tournoi en paires     | Coupe de Savoie       | CDF en parties originales | Coupe d'Aix-les-Bains | Open du Mont-Revard   | Coupe promotion jeunes | Masters jeunes        | Coupe du Lac du Bourget |
| ------------------------ | ---------------------- | --------------------- | --------------------- | --------------------- | ------------------------- | --------------------- | --------------------- | ---------------------- | --------------------- | ----------------------- |
| Samedi 22 octobre 2022   | Parties 1 et 2         | Parties 1 et 2        |                       |                       |                           |                       |                       |                        |                       |                         |
| Dimanche 23 octobre 2022 | Parties 3, 4 et 5      | Parties 3, 4 et 5     |                       |                       |                           |                       |                       |                        |                       |                         |
| Lundi 24 octobre 2022    |                        |                       | Parties 1 à 3         |                       |                           |                       | Rondes 1 à 8          |                        |                       |                         |
| Mardi 25 octobre 2022    |                        |                       |                       | Parties 1 à 3         |                           |                       |                       |                        |                       |                         |
| Mercredi 26 octobre 2022 |                        |                       |                       | Parties 4 et 5        |                           |                       |                       | Rondes 1 et 2          | Rondes 1 et 2         |                         |
| Jeudi 27 octobre 2022    |                        |                       |                       |                       | Parties 1 à 3             |                       |                       |                        |                       |                         |
| Vendredi 28 octobre 2022 |                        |                       |                       |                       | Parties 4 et 5            |                       |                       | Rondes 3 à 5           | Rondes 3 à 7          | Rondes 1 à 3            |
| Samedi 29 octobre 2022   |                        |                       |                       |                       |                           | Parties 1 à 3         |                       |                        |                       | Rondes 4 à 6            |
| Dimanche 30 octobre 2022 |                        |                       |                       |                       |                           | Parties 4 et 5        |                       |                        |                       |                         |

## Tournois de scrabble duplicate
Ce festival accueille six tournois en scrabble duplicate. Traditionnellement, le festival débute avec le double tournoi coupe de la Fédération et de la coupe Paul Vieilly. La coupe de la fédération étant réservée aux joueurs des séries duplicate 4 à 7. Et la coupe Paul Vieilly aux séries 1 à 3. Les parties sont les mêmes, seul le classement est différent. Il y a le lundi un tournoi en paires en 3 parties. Dès le lendemain débute la coupe de Savoie, elle est généralement celle qui accueille le plus de joueurs. En fin de semaine, a lieu le championnat de France en parties originales, toujours spectaculaire. Enfin, le festival se termine avec la coupe la plus prestigieuse : la Coupe d’Aix-les-Bains, étape du grand chelem international.

### Coupe de la fédération
La coupe de la fédération 2022 a lieu le samedi 22 octobre et le dimanche 23 octobre. Elle est disputée en 5 parties, par 503 joueurs. Cette première coupe du festival est remportée par Laurent Pedron. Annette Vigneron et l’espoir Quentin Chevolot montent également sur le podium.

#### Palmarès
Top 10 
| Rang | Joueur               | Score |
| ---- | -------------------- | ----- |
| 1    | Laurent PEDRON       | 4336  |
| 2    | Annette VIGNERON     | 4321  |
| 3    | Quentin CHEVOLOT     | 4270  |
| 4    | Monique DELPHIN      | 4239  |
| 5    | Célestine VAHINEMOEA | 4219  |
| 6    | Pierre DE FREITAS    | 4188  |
| 7    | Jérôme VIALATTE      | 4180  |
| 8    | Martine REHSPRINGER  | 4178  |
| 9    | Martine CLAD         | 4177  |
| 9    | Jacqueline MERIGOT   | 4177  |
| 9    | Annie SCHMITT        | 4177  |

 Podium par catégories 
| Catégorie   | 1er                 | 1er   | 2e                    | 2e                  | 3e                   | 3e                  |
| Catégorie   | Joueur              | Score | Joueur                | Score               | Joueur               | Score               |
| ----------- | ------------------- | ----- | --------------------- | ------------------- | -------------------- | ------------------- |
| Minipoussin | Antoine DROMARD     | 2062  | Aucun autre joueur.   | Aucun autre joueur. | Aucun autre joueur.  | Aucun autre joueur. |
| Poussin     | Quentin BACHELLERIE | 3667  | Amaury DECOUTURE      | 3245                | Aucun autre joueur.  | Aucun autre joueur. |
| Benjamin    | Romain DALMASSO     | 4048  | Lucas VU              | 3544                | Alex RAVENEAU        | 3377                |
| Cadet       | Mathys MARIESAINTE  | 3570  | Théodore HUON-LAURENT | 3077                | Cléo ANDLAUER        | 2912                |
| Junior      | Alix ROUILLON       | 3609  | Mathilde KOSTRZEWA    | 3575                | Ange BLANCHONNET     | 3337                |
| Espoir      | Quentin CHEVOLOT    | 4270  | Aucun autre joueur.   | Aucun autre joueur. | Aucun autre joueur.  | Aucun autre joueur. |
| Vermeil     | Laurent PEDRON      | 4336  | Monique DELPHIN       | 4239                | Célestine VAHINEMOEA | 4219                |
| Diamant     | Annette VIGNERON    | 4321  | Christine MINAUX      | 4170                | Elisabeth VAUCHER    | 4161                |
| Rubis       | Jacqueline MERIGOT  | 4177  | Colette BOURGÈS       | 4153                | Christa DUPERTUIS    | 4060                |

### Coupe Paul Vieilly
Disputé en parallèle, sur les mêmes parties que la coupe de la fédération mais réservé aux joueurs les mieux classés (séries 1 à 3). Ce tournoi est remporté par Samson Tessier, au top (aucun point de perdu), devant Thierry Castalan et Arnaud Dore.

#### Palmarès
Top 10 
| Rang | Joueur               | Score |
| ---- | -------------------- | ----- |
| 1    | Samson TESSIER       | 4784  |
| 2    | Thierry CASTALAN     | 4717  |
| 3    | Arnaud DORE          | 4703  |
| 4    | Pierre-Claude SINGER | 4691  |
| 5    | Rémy POULAT          | 4690  |
| 6    | Jean-Michel GUIZARD  | 4681  |
| 7    | Pascal BERNIER       | 4643  |
| 8    | Bernard CARO         | 4617  |
| 9    | Pascal GRAFFION      | 4600  |
| 10   | Cédric SPANG         | 4591  |

 Podium par catégories 
| Catégorie | 1er                | 1er   | 2e                | 2e    | 3e                 | 3e    |
| Catégorie | Joueur             | Score | Joueur            | Score | Joueur             | Score |
| --------- | ------------------ | ----- | ----------------- | ----- | ------------------ | ----- |
| Vermeil   | Pascal GRAFFION    | 4600  | Frédéric FRANÇOIS | 4540  | Patrick FERRARI    | 4497  |
| Diamant   | Jean-Luc LE TOQUIN | 4587  | Robert SPRINGER   | 4577  | Clotilde PAILLET   | 4466  |
| Diamant   | Jean-Luc LE TOQUIN | 4587  | Robert SPRINGER   | 4577  | Jean-Jacques LION  | 4466  |
| Rubis     | Andrée JANS        | 4432  | Bernard GRELLET   | 4306  | Paulette FENDELEUR | 4183  |

### Tournoi en paires
Le tournoi en paire se déroule en 3 parties, sur la seule journée du lundi 24 octobre. Les joueurs sont associés par 2, ils rendent à chaque coup, une solution. 183 paires ont participé à ce tournoi dont le cumul des 3 parties est de 2684 points. Le tournoi a été remporté par les jeunes Alexis ALLAGNAT et Antoine CLIGNY qui ont perdu seulement un point sur l’ensemble des 3 parties.

#### Palmarès
Top 10 
| Rang | Joueurs                                         | Score |
| ---- | ----------------------------------------------- | ----- |
| 1    | Alexis ALLAGNAT / Antoine CLIGNY                | 2683  |
| 2    | Hugo ANDRIEU / Samson TESSIER                   | 2678  |
| 3    | Gaston JEAN-BAPTISTE / Matt André VERGNE AHLONG | 2674  |
| 4    | Romain SANTI / Grégoire TERCIER                 | 2671  |
| 5    | Bernard CARO / Arnaud DORE                      | 2664  |
| 6    | Guy DELORE / Luce ROYER                         | 2662  |
| 7    | Éric DOUILLET / Abdou FAYE                      | 2654  |
| 8    | Erwan BERNARD / Jacques MARCKERT                | 2648  |
| 9    | Maryline DE MUYNCK / Frédéric FRANÇOIS          | 2645  |
| 10   | Thierry CASTALAN / Fabien DOUTE                 | 2641  |

 Podium par catégories 
Dans les tournois en paires, lorsque deux joueurs sont dans deux catégories différentes, on applique la catégorie la plus haute pour les jeunes ou la plus basse pour les aînés.
| Catégorie | 1er                                    | 1er   | 2e                                         | 2e                                       | 3e                                       | 3e                                       |
| Catégorie | Joueurs                                | Score | Joueurs                                    | Score                                    | Joueurs                                  | Score                                    |
| --------- | -------------------------------------- | ----- | ------------------------------------------ | ---------------------------------------- | ---------------------------------------- | ---------------------------------------- |
| Poussin   | Bastien COVEY / Louis LEGAUD           | 2037  | Amaury DECOUTURE / Antoine DROMARD         | 1899                                     | Killian BON / Thibault CHOULET           | 1659                                     |
| Benjamin  | Clément CHOULET / Théo DROMARD         | 2193  | Quentin BACHELLERIE / Victor HEROGUEZ      | 2179                                     | Alex RAVENEAU / Lucas VU                 | 2084                                     |
| Cadet     | Aloys GRENIER / Anna LEGAUD            | 2555  | Théophile BIGNON-BAKETOU / Thomas DALMASSO | 2319                                     | Cléo ANDLAUER / Nina ANDLAUER            | 1643                                     |
| Junior    | Alexis ALLAGNAT / Antoine CLIGNY       | 2683  | Hugolin HOMASSEL / Robin PAIRE             | 2575                                     | Alexis BELZ / Antoine LOHEZIC            | 2496                                     |
| Espoir    | Erwan BERNARD / Jacques MARCKERT       | 2648  | Tom COURTOIS / Flavian DA COSTA-QUENESSON  | 2524                                     | Éric BONNOT / Titouan OLIVIER-CHOUPIN    | 2497                                     |
| Vermeil   | Maryline DE MUYNCK / Frédéric FRANÇOIS | 2645  | Christine JOLY / Gérard KULIK              | 2634                                     | Ève BAQUER / Claudie JEFFREDO            | 2621                                     |
| Diamant   | Guy DELORE / Luce ROYER                | 2662  | Annette GOIZET / Bernard GRELLET           | 2591                                     | Anne-Marie BIANCHI / Jean-Luc LE TOQUIN  | 2581                                     |
| Rubis     | Denise BOURGEOIS / Michèle RIAND       | 2127  | Aucune autre paire dans cette catégorie.   | Aucune autre paire dans cette catégorie. | Aucune autre paire dans cette catégorie. | Aucune autre paire dans cette catégorie. |

### Coupe de Savoie
La coupe de Savoie est disputée en cinq parties (trois le 25 octobre et deux le 26 octobre), en 3 minutes par coup. Ouverte à tous les licenciés, elle est la compétition la plus jouée du festival 2022 avec 709 joueurs. Sur les 5 manches, le top culmine à 4886 points. Ce tournoi est remporté par le diamant Guy Delore, à -15. Franck Maniquant et Samson Tessier complètent le podium.

#### Palmarès
Top 10 
| Rang | Joueur               | Score |
| ---- | -------------------- | ----- |
| 1    | Guy DELORE           | 4871  |
| 2    | Franck MANIQUANT     | 4868  |
| 3    | Samson TESSIER       | 4855  |
| 4    | Sylvain RAVOT        | 4819  |
| 4    | Pierre-Claude SINGER | 4819  |
| 6    | Francis LEROY        | 4808  |
| 7    | Gilbert CERF         | 4776  |
| 8    | Arnaud DORE          | 4771  |
| 9    | Frédéric FRANÇOIS    | 4764  |
| 10   | Hugo ANDRIEU         | 4762  |

 Podium par catégories 
| Catégorie   | 1er              | 1er   | 2e                                       | 2e                                       | 3e                                       | 3e                                       |
| Catégorie   | Joueur           | Score | Joueur                                   | Score                                    | Joueur                                   | Score                                    |
| ----------- | ---------------- | ----- | ---------------------------------------- | ---------------------------------------- | ---------------------------------------- | ---------------------------------------- |
| Minipoussin | Antoine DROMARD  | 2275  | Aucun autre joueur dans cette catégorie. | Aucun autre joueur dans cette catégorie. | Aucun autre joueur dans cette catégorie. | Aucun autre joueur dans cette catégorie. |
| Poussin     | Louis LEGAUD     | 3834  | Aucun autre joueur dans cette catégorie. | Aucun autre joueur dans cette catégorie. | Aucun autre joueur dans cette catégorie. | Aucun autre joueur dans cette catégorie. |
| Benjamin    | Lucas VU         | 3564  | Clément CHOULET                          | 3198                                     | Victor HEROGUEZ                          | 3127                                     |
| Cadet       | Éric BONNOT      | 4459  | Aloys GRENIER                            | 4321                                     | Robin PAIRE                              | 4244                                     |
| Junior      | Hugo ANDRIEU     | 4762  | Antoine LOHÉZIC                          | 4473                                     | Hugolin HOMASSEL                         | 3917                                     |
| Espoir      | Jacques MARCKERT | 4439  | Antoine BLONDEL                          | 4092                                     | Aucun autre joueur dans cette catégorie. | Aucun autre joueur dans cette catégorie. |
| Vermeil     | Francis LEROY    | 4808  | Frédéric FRANÇOIS                        | 4764                                     | Daniel FORT                              | 4752                                     |
| Diamant     | Guy DELORE       | 4871  | Gilbert CERF                             | 4776                                     | Françoise BURY                           | 4751                                     |
| Rubis       | Bernard GRELLET  | 4614  | Andrée JANS                              | 4542                                     | Manuel OUAZAN                            | 4438                                     |

### Internationaux en parties originales
Ce tournoi, disputé les 27 octobre et 28 octobre 2022, attribue le titre de champion de France en parties originales. Le tournoi est ouvert au joueurs non-français, mais les titres sont exclusivement réservés aux joueurs français. Cette année le champion de France en partie originales est Samson Tessier mais le vainqueur du tournoi est le joueur Belge Louis Eggermont . La première partie est une partie joker  (chaque coup le joker est remplacé par une lettre), la deuxième une 7 sur 8 , la troisième une 7 et 8 . Ces trois premières parties sont jouées en 2 minutes par coup. Les parties 4 (7 sur 8 joker)  et 5 (7 et 8 joker)  sont jouées en 2 minutes 30 par coup. Le top des 5 parties culmine à 5993 points.

#### Palmarès
Top 10 
| Rang | Joueur               | Score |
| ---- | -------------------- | ----- |
| 1    | Louis EGGERMONT      | 5926  |
| 2    | Samson TESSIER       | 5915  |
| 3    | Marc BRUYÈRE         | 5895  |
| 4    | Romain SANTI         | 5866  |
| 5    | Gaston JEAN-BAPTISTE | 5855  |
| 6    | Pascal FRITSCH       | 5849  |
| 7    | Dominique LE FUR     | 5837  |
| 8    | Fabien FONTAS        | 5835  |
| 9    | Emmanuel RIVALAN     | 5839  |
| 10   | Fabien LEROY         | 5824  |

 Podium par catégories 
| Catégorie | 1er                 | 1er   | 2e                 | 2e    | 3e                                       | 3e                                       |
| Catégorie | Joueur              | Score | Joueur             | Score | Joueur                                   | Score                                    |
| --------- | ------------------- | ----- | ------------------ | ----- | ---------------------------------------- | ---------------------------------------- |
| Poussin   | Quentin BACHELLERIE | 4321  | Amaury DECOUTURE   | 3991  | Aucun autre joueur dans cette catégorie. | Aucun autre joueur dans cette catégorie. |
| Benjamin  | Romain DALMASSO     | 4608  | Théo DROMARD       | 4130  | Alex RAVENEAU                            | 3416                                     |
| Cadet     | Aloys GRENIER       | 4936  | Olivier CONSTANTIN | 4741  | Thomas DALMASSO                          | 4681                                     |
| Junior    | Hugo ANDRIEU        | 5670  | Alexis ALLAGNAT    | 5637  | Antoine CLIGNY                           | 5622                                     |
| Espoir    | Simon VALENTIN      | 5797  | Baptiste MOUILLON  | 5620  | Erwan BERNARD                            | 5583                                     |
| Vermeil   | Dominique LE FUR    | 5837  | Christiane AYMON   | 5587  | Marie-Claude DEROSNE                     | 5530                                     |
| Diamant   | Guy DELORE          | 5784  | Gilbert CERF       | 5290  | Anne-Marie BIANCHI                       | 5286                                     |
| Rubis     | Bernard GRELLET     | 5464  | Solange TREHOUT    | 4699  | Françoise YVON                           | 4618                                     |

### Coupe d'Aix-les-Bains
Le festival se conclut par le tournoi le plus prestigieux : la coupe d’Aix-les-Bains, jouée le week-end du 29 octobre et 30 octobre 2022. Les meilleurs joueurs du monde sont venus disputer ce dernier tournoi. La coupe d’Aix-les-Bains est remportée par le Suisse Étienne Budry à -5, devant Fabien Leroy (-7) et Antonin Michel (-14).

#### Parties

##### Partie 1
La première partie de cette coupe d’Aix-les-Bains est une partie en 21 coups pour un top de 936 points. 6 scrabbles ont été joués : AMEUTAIT, BLONDEUR, BRANLAS, PONÇAIS, RUTILENT et SAGITTÉS. Mais le mot qui rapporte le plus n’est pas un scrabble puisqu’il s’agit de JOUER au troisième coup qui rapporte 90 points. 13 joueurs ont fini au top sur cette partie : Romain Santi, Antonin Michel, Samson Tessier, Marc Bruyère, Guy Delore, Benoit Delafontaine, Gérard Boccon, Gauthier Houillon, Abib Alabi, Nicolas Chanson, Étienne Budry, Nicolas Beaufort et Vincent Pirlet.

##### Partie 2
Les scrabbles s’enchaînent en début de partie : NEIGEAIT, INHIBAS, ENOUANT, ETRIVANT, RETAMERAI (en double appui). La fin de partie est plus calme mais il fallait penser à prolonger NEIGEAIT en DÉNEIGEAIT. Le top de cette partie est de 1004 points pour 23 coups. Neuf joueurs au top sur cette partie. Il s’agit de Samson Tessier, Antonin Michel, Romain Santi, Gaston Jean-Baptiste, Fabien Leroy, Dominique Le Fur, Corentin Tournedouet, Abib Alabi et Enzo Yerly. Il reste donc 4 joueurs au top après deux parties : Romain Santi, Antonin Michel, Samson Tessier et Abib Alabi.

##### Partie 3
Cette troisième partie est beaucoup plus calme que la précédente, le top n’étant que de 856 points. Seulement deux scrabbles ont rythmé cette partie : RETORDU et CUVELAS. Tandis qu’en fin de partie, deux coups avec des lettres chers ont rapporté plus de 60 points : ÉGAYER et SPHINX. Quatre joueurs ont topé cette partie. Il s’agit de Samson Tessier, Fabien Fontas, Fabien Leroy et Arnaud Dore. Samson Tessier reste au top sur les trois premières parties et caracole en tête. Il devance Abib Alabi et Fabien Leroy à -3.

##### Partie 4
Cette quatrième partie rebat totalement les cartes de la coupe d’Aix-les-Bains. En effet, au huitième coup de cette partie, beaucoup de joueurs ont pris un zéro. Trois scrabbles : DOIGTAIS, LAMPROIE et PALOTEUR. Cette courte partie de 17 coups a un total de 775 points. Quatre joueurs au top : Antonin Michel, Étienne Budry, Romain Santi et Louis Eggermont. A l’issue de cette quatrième partie, Étienne Budry et Fabien Leroy prennent la tête de ce tournoi.

##### Partie 5
Cette ultime partie de la coupe d’Aix-les-Bains verra quatre scrabbles : VANESSE, ECHIONS, FEIGNES et TROTTES. Au total, le cumul est de 857 points pour 22 coups. Dix joueurs ont fini au top sur cette partie. Il s’agit de Franck Maniquant, Étienne Budry, Arnaud Dore, Antonin Michel, Gaston Jean-Baptiste, Gérard Boccon, Romain Santi, Jean-François Lachaud, Louis Eggermont et Didier Roques.

##### Étape du Grand Chelem
Les quinze meilleurs joueurs de la coupe d’Aix-les-Bains sont convoqués pour cette partie qui se déroule en mort subite. C’est-à-dire que lorsqu’un joueur ne trouve pas le meilleur mot sur un coup, il est éliminé. Le vainqueur est le dernier qui reste. Si plusieurs joueurs sont ex-æquo, c’est le classement de la coupe d’Aix-les-Bains qui les départage. De plus, le temps de réflexion diminue tous les trois coups. Cette partie est remportée par le jeune Hugo Andrieu, 15 ans. Il devient le plus jeune vainqueur de l’histoire d’une étape du grand chelem,.

#### Palmarès
Top 10 
| Rang | Joueur                | Score |
| ---- | --------------------- | ----- |
| 1    | Étienne BUDRY         | 4423  |
| 2    | Fabien LEROY          | 4421  |
| 3    | Antonin MICHEL        | 4416  |
| 4    | Romain SANTI          | 4407  |
| 5    | Gérard BOCCON         | 4400  |
| 6    | Guy DELORE            | 4397  |
| 7    | Franck MANIQUANT      | 4394  |
| 8    | Jean-François LACHAUD | 4390  |
| 9    | Hugo ANDRIEU          | 4384  |
| 10   | Francis LEROY         | 4378  |

 Podium par catégories 
| Catégorie | 1er                  | 1er   | 2e                                       | 2e                                       | 3e                                       | 3e                                       |
| Catégorie | Joueur               | Score | Joueur                                   | Score                                    | Joueur                                   | Score                                    |
| --------- | -------------------- | ----- | ---------------------------------------- | ---------------------------------------- | ---------------------------------------- | ---------------------------------------- |
| Benjamin  | Théo DROMARD         | 4511  | Aucun autre joueur dans cette catégorie. | Aucun autre joueur dans cette catégorie. | Aucun autre joueur dans cette catégorie. | Aucun autre joueur dans cette catégorie. |
| Cadet     | Robin PAIRE          | 4132  | Éric BONNOT                              | 4056                                     | Anna LEGAUD                              | 3924                                     |
| Junior    | Hugo ANDRIEU         | 4384  | Alexis ALLAGNAT                          | 4363                                     | Flavian DA COSTA-QUENESSON               | 4252                                     |
| Espoirs   | Corentin TOURNEDOUET | 4366  | Nicolas BEAUFORT                         | 4349                                     | Simon VALENTIN                           | 4342                                     |
| Vermeil   | Gérard BOCCON        | 4400  | Francis LEROY                            | 4378                                     | Dominique LE FUR                         | 4345                                     |
| Diamant   | Guy DELORE           | 4397  | Anne-Marie BIANCHI                       | 4225                                     | Luce ROYER                               | 4198                                     |
| Rubis     | Bernard GRELLET      | 4027  | Manuel OUAZAN                            | 3937                                     | Andrée JANS                              | 3877                                     |

#### Championnat de France espoirs
Le championnat de France espoirs (18-25 ans) est organisé pendant le coupe d’Aix-les-Bains. Tous les espoirs Français qui participent à la coupe d’Aix-les-Bains participent également au championnat de France espoirs. Le champion de France espoirs est Corentin Tournedouet. Nicolas Beaufort est 2e et Simon Valentin 3e.
 Top 10
| Rang | Joueur               | Score |
| ---- | -------------------- | ----- |
| 1    | Corentin TOURNEDOUET | 4366  |
| 2    | Nicolas BEAUFORT     | 4349  |
| 3    | Simon VALENTIN       | 4342  |
| 4    | Gauthier HOUILLON    | 4302  |
| 5    | Baptiste MOUILLON    | 4296  |
| 6    | Stéphane GUEREL      | 4285  |
| 7    | Raphaël ALLAGNAT     | 4271  |
| 8    | Jérôme GUÉREL        | 4251  |
| 9    | Jacques MARCKERT     | 4222  |
| 10   | Yoann LODAY          | 4203  |

## Tournois de scrabble classique
Au cours du festival, 4 tournois de scrabble classique sont organisés (dont 2 réservés aux joueurs ayant moins de 18 ans). Lors des tournois de scrabble classique, les joueurs sont départagés selon leurs points de matchs (3 pour une victoire, 2 pour un nul, 1 pour une défaite, 0 pour un forfait). En cas d’égalité, les confrontations directes est le critère prioritaire, si ce n’est pas possible alors la différence générale est prise en compte.

### Open du Mont-Revard
L’Open du Mont-Revard est le organisé le lundi 24 octobre. Il est en effet disputé par 28 joueurs, et le tournoi se joue en 8 rondes, selon la formule open. Il est remporté par Athanase Tabsoba. Le podium est complété par Rosan Couriol et Jean-François Ramel.
 Top 10 
| Rang | Joueur              | Points | Victoires | Defaites | Nuls |
| ---- | ------------------- | ------ | --------- | -------- | ---- |
| 1    | Athanase TAPSOBA    | 22     | 7         | 1        | 0    |
| 2    | Rosan COURIOL       | 22     | 7         | 1        | 0    |
| 3    | Jean-François RAMEL | 20     | 6         | 2        | 0    |
| 4    | Antoine BLONDEL     | 20     | 6         | 2        | 0    |
| 5    | Amédée ASSOMO       | 20     | 6         | 2        | 0    |
| 6    | Jean-Michel GUIZARD | 18     | 5         | 3        | 0    |
| 7    | France-Line NEOCLES | 18     | 5         | 3        | 0    |
| 8    | Mandy MILON         | 18     | 5         | 3        | 0    |
| 9    | Marie Hélène HEN    | 18     | 5         | 3        | 0    |
| 10   | Michel CHABAUD      | 17     | 4         | 3        | 1    |

### Coupe du Lac du Bourget
Ce tournoi s’est disputé en 5 rondes, en soirée du vendredi 28 et du samedi 29 octobre 2022. Quatorze joueurs ont participé à cette coupe. Elle est remportée par Jean-François Himber, devant Pascal Astresses et Clément Mollet.
 Classement 
| Rang | Joueur               | Points | Victoires | Defaites | Nuls |
| ---- | -------------------- | ------ | --------- | -------- | ---- |
| 1    | Jean-François HIMBER | 15     | 5         | 0        | 0    |
| 2    | Pascal ASTRESSES     | 13     | 4         | 1        | 0    |
| 3    | Clément MOLLET       | 13     | 4         | 1        | 0    |
| 4    | Thierry HAUW         | 11     | 3         | 2        | 0    |
| 5    | Mickaël GAUCHARD     | 11     | 3         | 2        | 0    |
| 6    | Didier GRASS         | 11     | 3         | 2        | 0    |
| 7    | Jérémy ARKI          | 11     | 3         | 2        | 0    |
| 8    | Robert JOOSTEN       | 9      | 2         | 3        | 0    |
| 9    | Françoise BRUN       | 9      | 2         | 3        | 0    |
| 10   | France-Line NEOCLES  | 9      | 2         | 3        | 0    |
| 11   | Olivier CONSTANTIN   | 9      | 2         | 2        | 0    |
| 12   | Olivier ASSINOU      | 9      | 2         | 3        | 0    |
| 13   | Evelyne MANY         | 5      | 0         | 5        | 0    |
| 14   | Florian DETRAZ       | 5      | 0         | 5        | 0    |

### Masters jeunes
Ce tournoi est réservé aux 8 joueurs français de moins de 18 ans les mieux classés (au classement national de scrabble classique). Il est disputé en 7 rondes, de sorte que chaque joueur affronte tous les autres joueurs. Il est remporté par Antoine Cligny devant Romain Dalmasso (le plus jeune du tournoi) et Alexis Belz.
Classement
| Rang | Joueur                   | Points | Victoires | Defaites | Nuls |
| ---- | ------------------------ | ------ | --------- | -------- | ---- |
| 1    | Antoine CLIGNY           | 19     | 6         | 1        | 0    |
| 2    | Romain DALMASSO          | 19     | 6         | 1        | 0    |
| 3    | Alexis BELZ              | 17     | 5         | 2        | 0    |
| 4    | Éric BONNOT              | 15     | 4         | 3        | 0    |
| 5    | Thomas DALMASSO          | 13     | 3         | 4        | 0    |
| 6    | Pierre-Alexandre CLÉMENT | 11     | 2         | 5        | 0    |
| 7    | Antoine LOHEZIC          | 11     | 2         | 5        | 0    |
| 8    | Lucas VU                 | 7      | 0         | 7        | 0    |

### Coupe promotion jeunes
Ce tournoi est ouvert à tous les jeunes de moins de 18 ans (minipoussins, poussins, benjamins, cadets et juniors) ne disputant pas les masters. Il se joue en cinq rondes le mercredi 26 octobre et le vendredi 28 octobre 2022 et est disputé par douze joueurs. C’est Théo Dromard qui gagne ce tournoi, invaincu.
Classement
| Rang | Joueur                   | Points | Victoires | Defaites | Nuls |
| ---- | ------------------------ | ------ | --------- | -------- | ---- |
| 1    | Théo DROMARD             | 15     | 5         | 0        | 0    |
| 2    | Quentin BACHELLERIE      | 13     | 4         | 1        | 0    |
| 3    | Alex RAVENEAU            | 13     | 4         | 1        | 0    |
| 4    | Clément CHOULET          | 11     | 3         | 2        | 0    |
| 5    | Mathys MARIESAINTE       | 11     | 3         | 2        | 0    |
| 6    | Guillaume GUERLACH       | 11     | 3         | 2        | 0    |
| 7    | Victor HEROGUEZ          | 9      | 2         | 3        | 0    |
| 8    | Mathéo NICOLINI          | 9      | 2         | 3        | 0    |
| 9    | Alexis MARÉCHAL          | 7      | 1         | 4        | 0    |
| 10   | Thibault CHOULET         | 6      | 1         | 4        | 0    |
| 11   | Killian BON              | 6      | 1         | 4        | 0    |
| 12   | Matt André VERGNE AHLONG | 6      | 1         | 4        | 0    |